# Quatre Sahibzada
Les Quatre Sahibzada, ou Char Sahibzada sont les fils de Guru Gobind Singh ji et de Mata Sundari ji, tous quatre morts en martyr alors qu'ils étaient encore jeunes.
Le titre même de sahibzada est donné par respect. L'emploi baba est aussi une marque de respect, ce mot étant réservé aux personnes âgées.
Ils sont aujourd'hui l'exemple donné à tous les enfants sikhs.
Baba Ajit Singh ji et Baba Jujar Singh ji moururent sur le champ de la bataille de Chamkaur.
Les deux benjamins, Baba Jorawar Singh ji (né le 28 novembre 1696 à Anandpur) et Baba Fateh Singh ji (né le 12 décembre 1699 à Anandpur) se sacrifièrent plus tard, avec leur grand-mère, à l'âge de 9 et 6 ans.